# Baojun Yueye
Baojun Yueye – elektryczny crossover klasy miejskiej produkowany pod chińską marką Baojun od 2023 roku.

## Historia i opis modelu

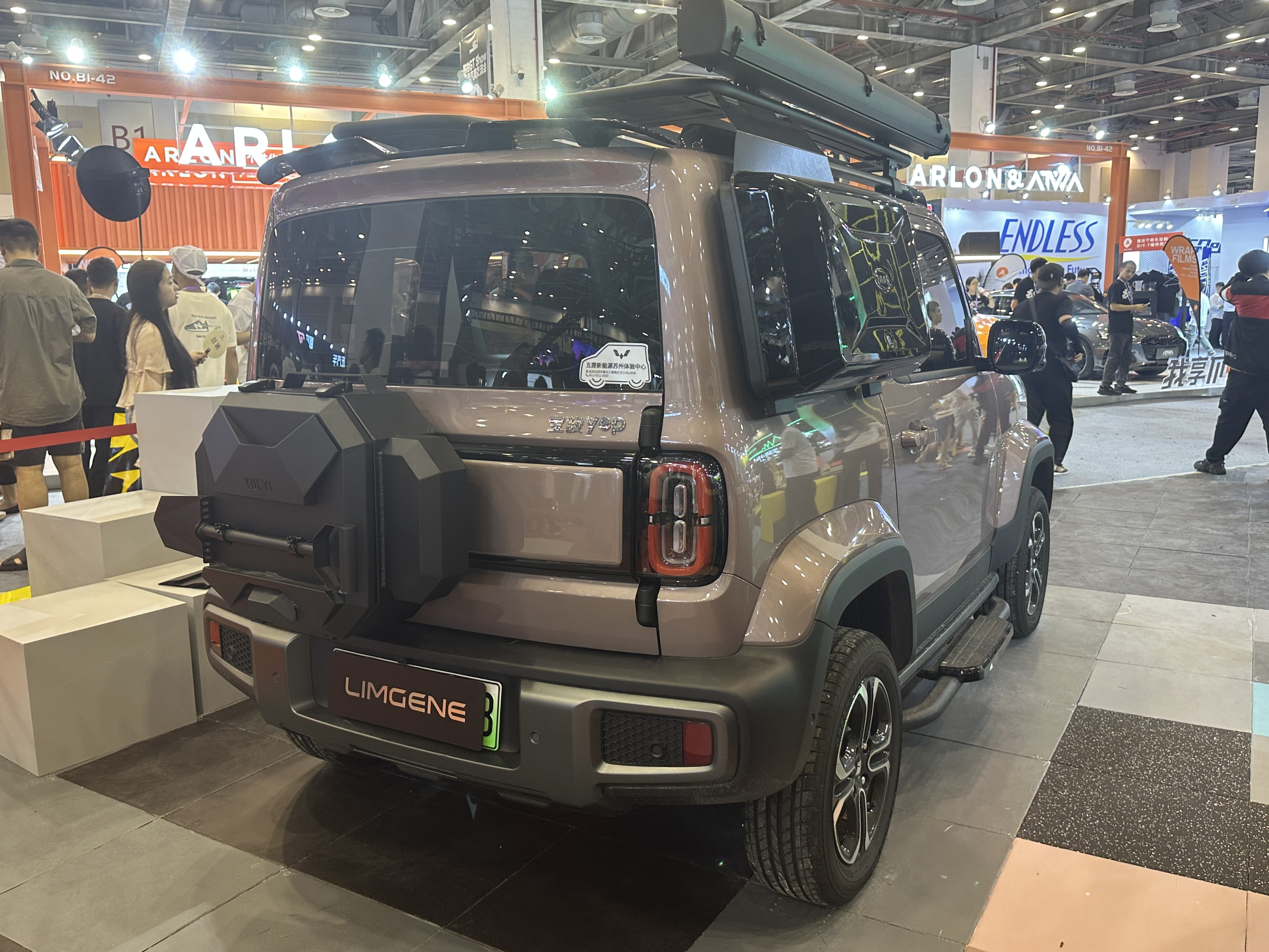
Baojun Yueye – tył

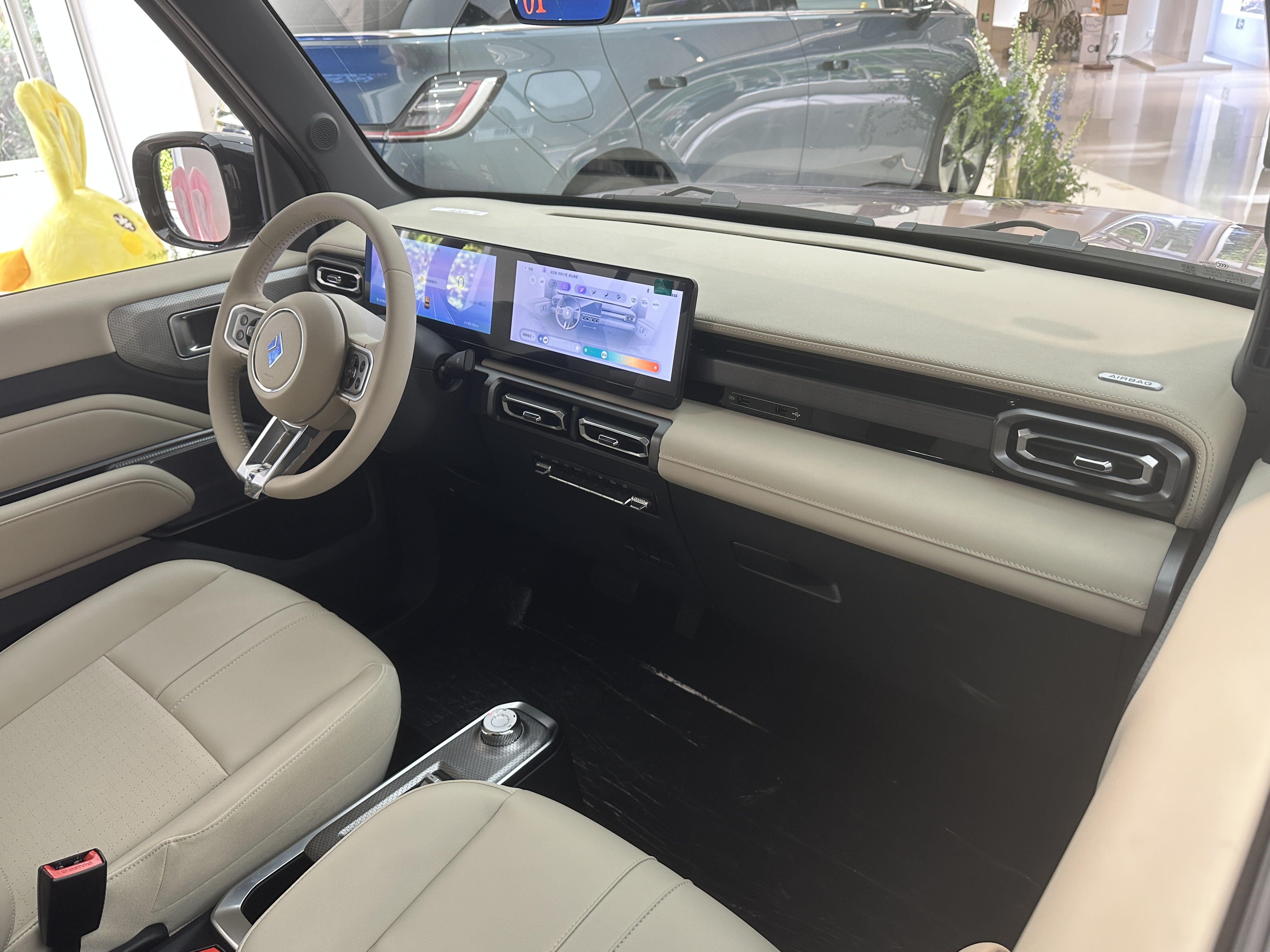
Baojun Yueye - kokpit

W lutym 2023 chińska filia joint-venture SAIC-GM-Wuling, marka Baojun, przedstawiła nowy niewielki miejski samochód w postaci połączenia 3-drzwiowego hatchbacka z cechami nawiązującymi do dużych samochodów terenowych. W rezultacie powstał crossover Baojun Yueye.
Samochód wyróżnił się kanciastą sylwetką z wyraźnie zarysowanymi nadkolami, czarnymi zderzakami i nakładkami na progi, a także imitacją koła zapasowego na klapie bagażnika. Producent zastosował pełne oświetlenie LED, z charakterystycznym układem pasów w przednich kloszach. Ponadto, pomimo niewielkich wymiarów zewnętrznych Baojun Yueye jest samochodem 4-osobowym mogącym pomieścić po 2 pasażerów w każdym rędzie siedzeń, co osiągnięto przy niespełna 3,4 metra długości.
Kabina pasażerska utrzymana została w minimalistyczno-cyfrowym wzornictwie z elementami w stylu retro, łącząc panele o fakturze imitującej aluminium z tymi w barwie szczotkowanej szarości. Przed kierowcą znalazł się cyfrowy wyświetlacz elektronicznych zegarów, które połączono jedną taflą z sąsiadującym dotykowym wyświetlaczem systemu multimedialnego. Oba zyskały przekątną 10,25 cala. Pod maską wygospodarowano przedni bagażnik o pojemności 35 litrów, który został zaadaptowany do funkcji lodówki umożliwiającej umieszczenie pionowo np. butelek z napojami.
Producent przewidział rozbudowany pakiet personaliacji, na czele z nietypowym opcjonalnym rozwiązaniem w postaci możliwości pokrycia szerokiego na 1 metr pasa na klapie bagażnika naklejkami z wzorami graficznymi. Na jej początku, w miejscu imitacji osłony koła zapasowego, znalazł się opcjonalny wyświetlacz LCD umożliwiający wyświetlanie animacji, komunikatów i emotikon, wizualnie nawiązując do popularnego zegarka Apple Watch. Baojun przewidział także wariant stylistyczny w stylu retro wyposażony m.in. w bagażnik dachowy wykończony tkaniną, dodatkowe nakładki na progi czy wypukłe, lśniące dekielki na alufelgi.

### Sprzedaż
Baojun Yueye powstał z myślą o dynamicznie rozwijającym się rynku samochodów elektrycznych w rodzimych Chimach, z początkiem sprzedaży wyznaczonym na maj 2023 roku, tuż po oficjalnej prezentacji przed publicznością podczas międzynarodowych targów samochodowych 2023 Shanghai Auto Show. Do wytwarzania elektrycznego crossovera wyznaczono zakłady SAIC-GM-Wuling w chińskim Chongqing, z kolei cena za podstawowy egzemplarz skierowanego do młodych Chińczyków samochodu została określona początkowo na 100 tysięcy juanów w momencie debiutu, by ostatecznie obniżyć ją do 84 tysięcy juanów.

### Dane techniczne
Yueye jest samochodem elektrycznym, do którego napędu w podstawowym wariancie przewidziano silnik elektryczny umieszczony przy tylnej osi, który rozwija moc 67 KM i 140 Nm maksymalnego momentu obrotowego. Pozwala on rozpędzić się maksymalnie do 100 km/h. Bateria żelazowo-fosforanowa pozwala na przejechanie na jednym ładowaniu w warunkach miejskich ok. 303 kilometrów według cyklu pomiarowego CLTC.